# 近鉄信貴線
信貴線（しぎせん）は、大阪府八尾市の河内山本駅から信貴山口駅までを結ぶ近畿日本鉄道（近鉄）の鉄道路線。全線が八尾市内にある。
信貴山朝護孫子寺への西側のルートの一部であり、信貴山口駅で西信貴鋼索線に接続している。沿線は変化に富み、河内山本駅付近の住宅地をすぎて外環状線を越えるあたりから田園風景がひろがる。途中の服部川付近では大阪平野が眺望できる。服部川駅から信貴山口駅までは急勾配が続く山岳路線の趣がある。なお、服部川駅付近には40‰の勾配があるが、これは近鉄の普通鉄道路線の中で最も急である。平日は通勤・通学利用が主体であるが、土休日は観光客や登山客、高安山にある霊園への参拝客の利用も多い。
ICカードPiTaPa・ICOCA・Suicaなど全国相互利用乗車カードが使用できる。また、以前はスルッとKANSAI対応カードおよびJスルーカードにも対応していた。

## 路線データ
- 路線距離（営業キロ）：2.8km
- 軌間：1435mm
- 駅数：3駅（起終点駅含む）
- 複線区間：なし（全線単線）
- 電化区間：全線電化（直流1500V）
- 閉塞方式：自動閉塞式
- 最高速度：65km/h[1]

全線、大阪統括部の管轄である。

## 運行形態
線内折り返し運転の普通列車のみが、朝夕は約15分間隔、日中は約20分間隔で運転されている（2010年のダイヤ変更以前は日中も15分間隔だった）。そのうちの朝夕は約半数、日中は約40分に1本の割合で西信貴鋼索線と連絡している。なお、近鉄の支線区の多くはワンマン運転を実施しているが、信貴線では実施しておらず、2両編成で運行されるにもかかわらず全列車に車掌が乗務する。
西信貴鋼索線が再開された1957年以降、1967年12月20日の白紙ダイヤ変更までは上本町駅から直通する準急・普通列車も運転されていた（1987年までの近畿日本鉄道ダイヤ変更参照）。大阪線直通列車は同線の準急・普通の編成増強によって、2両編成しか入線できない信貴線との直通が困難となったため廃止されたが、その後2010年12月12日には信貴線・西信貴鋼索線開業80周年記念イベントとして、直通準急列車の復活運転が行われた。2018年12月15日にも信貴線・西信貴鋼索線開業88周年および八尾市制70周年を記念して同様に直通準急列車の復活運転が行われた。2022年は寅年であることから1月1日 - 3日と8日 - 10日に1日3本の直通準急列車の復活運転が行われた。
大晦日から元旦にかけての終夜運転は、線内折り返しの普通列車をおおむね30分間隔で運行し、西信貴鋼索線と連絡するダイヤが組まれている。時刻については近鉄の公式ホームページでも紹介されている。
信貴線は制限速度が低く設定されている。河内山本駅 - 服部川駅間は線形が良く駅間も長いが、全線65km/hに制限されている。
河内山本駅の配線の都合上、当路線への送り込みの回送列車は弥刀駅で一度折り返して入線する。

## 車両
大阪線所属の車両が使用されるが、信貴線は2両しか対応していないために2両編成の車両が限定使用され、主に1430系または1435系が使われている。詳細は大阪線の項を参照。なお、信貴線に9020系は運用されていない。

## 歴史
近鉄の前身である大阪電気軌道（大軌）により、信貴山電鉄の鋼索線（現在の西信貴鋼索線）・山上鉄道線（1944年休止、1957年廃止）と同日の1930年12月15日に開業した。
はじめは、深江駅（現在の布施駅）から恩智を経て信貴山口に至るルートで計画されたが、信貴山朝護孫子寺への東側からのアクセスとして信貴生駒電気鉄道が後の生駒線の一部と東信貴鋼索線（1983年廃止）にあたる王寺 - 信貴山下 - 信貴山間の鉄道敷設免許を取得したことから、これに王寺駅で接続する深江 - 恩智 - 国分 - 王寺 - 郡山間のルートに変更し、1921年9月28日に軌道敷設特許を得た。しかし大軌は伊勢方面への進出に重点を置き、信貴山方面への路線整備の優先度は低かった。
信貴生駒電気鉄道が1922年に開業すると、南海鉄道など複数の事業者が大阪と信貴山を結ぶ鉄道を出願したことから、大軌でも信貴山への鉄道計画を西側からアクセスする大阪からの短絡ルートで進め、1926年2月19日に山本 - 信貴山口 - 枚岡間の地方鉄道を高安線として出願し、1928年1月24日に鉄道敷設免許を取得した。そして1930年に山本 - 信貴山口間が信貴線として開業した。奈良線にアクセスする未開業区間の信貴山口 - 枚岡間は1937年8月27日に起業廃止となった。また、信貴線開業後も特許を維持していた国分 - 王寺 - 郡山間も1937年10月12日に起業廃止となった。
この路線と信貴山電鉄の開業により、それまで関西本線・信貴生駒電鉄経由、ないしは信貴生駒電気鉄道を1925年に継承した信貴生駒電鉄が生駒駅 - 王寺駅間を1927年に全通させた後は、大軌奈良線・信貴生駒電鉄経由で大阪から信貴山へ向かっていた客の多くは、大軌桜井線（後の近鉄大阪線）・信貴線・信貴山電鉄のルートを使うようになった。これにより信貴生駒電鉄は打撃を受け、結局は大軌の傘下に入ることにして存続を図ることにした。信貴生駒電鉄が大軌を改めた近鉄に合併されたのは、1964年のことである。

### 年表
- 1930年（昭和5年）12月15日：大阪電気軌道信貴線として、山本駅（現在の河内山本駅） - 信貴山口駅間が開業。
- 1948年（昭和23年）7月1日：線名を東高安線に改称（同時に信貴山口駅を東高安駅に改称）[10]。
- 1957年（昭和32年）3月21日：線名を信貴線に戻す（同時に東高安駅も信貴山口駅に改称）[11]。
- 1968年（昭和43年）10月10日：自動列車停止装置 (ATS) 使用開始。
- 2001年（平成13年）
  - 2月1日：各駅でスルッとKANSAI対応カードの取り扱い開始。
  - 10月14日：各駅でJスルーカードの取り扱い開始。
- 2007年（平成19年）4月1日：各駅でPiTaPa・ICOCAの取り扱い開始。
- 2009年（平成21年）3月1日：Jスルーカードの自動改札機・のりこし精算機での取り扱いを終了[12]。
- 2010年（平成22年）
  - 3月19日：同日のダイヤ変更で、日中の運転間隔が毎時4本から毎時3本に減便。
  - 12月12日：信貴線・西信貴鋼索線開業80周年記念イベントとして大阪上本町駅からの直通列車を復活運転[2]。

## 駅一覧
- 全駅大阪府八尾市内に所在。
- 線路（全線単線） … ◇：列車交換可、｜：列車交換不可

| 駅番号 | 駅名       | 駅間 キロ | 営業 キロ | 接続路線                           | 線路 |
| ------ | ---------- | --------- | --------- | ---------------------------------- | ---- |
| J12    | 河内山本駅 | -         | 0.0       | 近畿日本鉄道：D 大阪線 (D12)       | ◇    |
| J13    | 服部川駅   | 2.0       | 2.0       |                                    | ｜   |
| J14    | 信貴山口駅 | 0.8       | 2.8       | 近畿日本鉄道：Z 西信貴鋼索線 (Z14) | ｜   |